# Dericorys
Dericorys is een geslacht van rechtvleugeligen uit de familie Dericorythidae. De wetenschappelijke naam van dit geslacht is voor het eerst geldig gepubliceerd in 1838 door Serville.

## Soorten
Het geslacht Dericorys omvat de volgende soorten:
- Dericorys albidula Serville, 1838
- Dericorys annulata Fieber, 1853
- Dericorys carthagonovae Bolívar, 1897
- Dericorys cyrtosterna Uvarov, 1933
- Dericorys escalerai Bolívar, 1936
- Dericorys guichardi Dirsh, 1950
- Dericorys johnstoni Uvarov, 1933
- Dericorys lobata Brullé, 1840
- Dericorys millierei Bonnet & Finot, 1884
- Dericorys minutus Chopard, 1954
- Dericorys murati Uvarov, 1938
- Dericorys philbyi Uvarov, 1933
- Dericorys ramachandrai Uvarov, 1933
- Dericorys tibialis Pallas, 1773
- Dericorys uvarovi Ramme, 1930
- Dericorys vitrea Bey-Bienko, 1957
- Dericorys xenosterna Uvarov, 1933
- Dericorys yemenita Ingrisch, 1999